# Caliscelidae
Caliscelidae zijn een familie van insecten die behoren tot de onderorde cicaden (Auchenorrhyncha). Bij de familie zijn circa 75 geslachten en 235 soorten ingedeeld.

## Taxonomie
De volgende taxa zijn bij de familie ingedeeld:
- Onderfamilie Caliscelinae Amyot & Audinet-Serville, 1843
  - Geslachtengroep Caliscelini Amyot & Audinet-Serville, 1843
    - Geslacht Afronaso Jacobi, 1910
    - Geslacht Ahomocnemiella Kusnezov, 1929
    - Geslacht Annamatissus Gnezdilov & Bourgoin, 2014
    - Geslacht Asarcopus Horváth, 1921
    - Geslacht Bambusicaliscelis Chen & Zhang, 2011
    - Geslacht Bolbonaso Emeljanov, 2007
    - Geslacht Bruchoscelis Melichar, 1906
    - Geslacht Calampocus Gnezdilov & Bourgoin, 2009
    - Geslacht Caliscelis De Laporte, 1833
    - Geslacht Campures Gnezdilov, 2015
    - Geslacht Chirodisca Emeljanov, 1996
    - Geslacht Formiscurra Gnezdilov & Viraktamath, 2011
    - Geslacht Gelastissus Kirkaldy, 1906
    - Geslacht Griphissus Fennah, 1967
    - Geslacht Gwurra Linnavuori, 1973
    - Geslacht Homocnemia Costa, 1857
    - Geslacht Issopulex China & Fennah, 1960
    - Geslacht Madaceratops Gnezdilov, 2011
    - Geslacht MyrmissusLinnavuori, 1973
    - Geslacht Nenasa Chan & Yang, 1994
    - Geslacht Nubianus Gnezdilov & Bourgoin, 2009
    - Geslacht Ordalonema Dlabola, 1980
    - Geslacht Patamadaga Gnezdilov & Bourgoin, 2009
    - Geslacht Populonia Jacobi, 1910
    - Geslacht Reinhardema Gnezdilov, 2010
    - Geslacht Rhinogaster Fennah, 1949
    - Geslacht Rhinoploeus Gnezdilov & Bourgoin, 2009
    - Geslacht Savanopulex Dlabola, 1987
    - Geslacht Sphenax Gnezdilov & Bourgoin, 2009
    - Geslacht Thaiscelis Gnezdilov, 2015
    - Geslacht Ugandana Metcalf, 1952

  - Geslachtengroep Peltonotellini Emeljanov, 2008
    - Geslacht Acromega Emeljanov, 1996
    - Geslacht Aphelonema Uhler, 1876
    - Geslacht Bergrothora Metcalf, 1952
    - Geslacht Bruchomorpha Newman, 1838
    - Geslacht Ceragra Emeljanov, 1996
    - Geslacht Concepcionella Schmidt, 1927
    - Geslacht Fitchiella Van Duzee, 1917
    - Geslacht Homaloplasis Melichar, 1906
    - Geslacht Itatiayana Metcalf, 1952
    - Geslacht Nenema Emeljanov, 1996
    - Geslacht Ohausiella Schmidt, 1910
    - Geslacht Papagona Ball, 1935
    - Geslacht Paranaso Schmidt, 1932
    - Geslacht Peltonotellus Puton, 1886
    - Geslacht Peripola Melichar, 1907
    - Geslacht Plagiopsis Berg, 1883
    - Geslacht Plagiopsola Schmidt, 1927
    - Geslacht Semiperipola Schmidt, 1910
- Onderfamilie Ommatidiotinae Fieber, 1875
  - Geslachtengroep Adenissini Dlabola, 1980
    - Ondergeslachtengroep Adenissina Dlabola, 1980
      - Geslacht Adenissus Linnavuori, 1973
      - Geslacht Perissana Metcalf, 1952
      - Geslacht Raunolina Gnezdilov & Wilson, 2006

    - Ondergeslachtengroep Bocrina Emeljanov, 1999
    - Ondergeslachtengroep Coinquendina Gnezdilov & Wilson, 2006
    - Ondergeslachtengroep Pteriliina Gnezdilov & Wilson, 2006

  - Geslachtengroep Augilini Baker, 1915
    - Geslacht Anthracidium Emeljanov, 2013
    - Geslacht Augila Stål, 1870
    - Geslacht Augilina Melichar, 1914
    - Geslacht Augilodes Fennah, 1963
    - Geslacht Cano Gnezdilov, 2011
    - Geslacht Cicimora Emeljanov, 1998
    - Geslacht Discote Emeljanov, 2013
    - Geslacht Pseudosymplanella Che, Zhang & Webb, 2009
    - Geslacht  † Quizqueiplana Bourgoin & Wang, 2015
    - Geslacht Signoreta Gnezdilov & Bourgoin, 2009
    - Geslacht Symplana Kirby, 1891
    - Geslacht Symplanella Fennah, 1987
    - Geslacht Symplanodes Fennah, 1987
    - Geslacht Tubilustrium Distant, 1916
    - Geslacht Youtuus Chen & Gong, 2018

  - Geslachtengroep Ommatidiotini Fieber, 1875
    - Geslacht Ommatidiotus Spinola, 1839